# ازدواج همجنس در ایندیانا
ازدواج همجنس‌ها در ایندیانا از ۲۵ ژوئن ۲۰۱۴ و پس از آنکه قاضی ناحیه‌ای، ریچارد یانگ ممنوعیت ازدواج همجنس‌ها در ایندیانا را برخلاف قانون اساسی آمریکا دانست، مجاز شد. در ۲۷ ژوئن ۲۰۱۴ دادگاه استیناف حوزه هفتم ایالات متحده آمریکا در شیکاگو حکم قاضی یانگ را به حالت تعلیق درآورد تا به اعتراض دادستان کل ایالت، گرگ زولر رسیدگی شود.